# Золотоколодязька сільська рада
| Золотоколо́дязька сільська́ ра́да — колишній орган місцевого самоврядування у Добропільському районі Донецької області з адміністративним центром у селі Золотий Колодязь. На її території знаходиться ландшафтний заказник Золотий байрак. Сільській раді були підпорядковані населені пункти: - с. Золотий Колодязь - с. Веселе - с. Грузьке - с. Кучерів Яр - с. Лідине - с. Мар'ївка - с. Новотроїцьке - с. Петрівка |

## Склад ради
Рада складалася з 16 депутатів та голови.

## Керівний склад сільської ради
| ПІБ                        | Основні відомості                                                         | Дата обрання | Дата звільнення |
| -------------------------- | ------------------------------------------------------------------------- | ------------ | --------------- |
| Рижинков Микола Леонідович | Сільський голова, 1960 року народження, освіта, член Партії регіонів      | 26.03.2006   | 31.10.2010      |
| Рижинков Микола Леонідович | Сільський голова, 1960 року народження, освіта вища, член Партії регіонів | 31.10.2010   |                 |

Примітка: таблиця складена за даними джерела